# Depot I von Mříč
Das Depot I von Mříč (auch Hortfund I von Mříč) ist ein Depotfund der frühbronzezeitlichen Aunjetitzer Kultur aus Mříč, einem Ortsteil von Křemže im Jihočeský kraj, Tschechien. Es datiert in die Zeit zwischen 1800 und 1600 v. Chr. Der noch erhaltene Teil des Depots befindet sich heute im Südböhmischen Museum in Budweis.

## Fundgeschichte
Das Depot wurde 1946 südöstlich von Mříč auf der spornartigen Anhöhe Dívčí Kámen oberhalb der Mündung des Křemžský potok in die Moldau entdeckt. Es lag in einer Tiefe von 60–80 cm. Hier befand sich eine Siedlung der Endphase der Aunjetitzer Kultur und der mittleren Bronzezeit. Im Mittelalter wurde hier eine Burg errichtet. 1960 wurde nur wenig nördlich ein weiteres Depot der Aunjetitzer Kultur gefunden.

## Zusammensetzung
Das Depot bestand ursprünglich aus 45 bronzenen Armringen. Von diesen ist nur einer erhalten. Nach Václav Moucha handelt es sich allerdings um eine Beinberge. Der Ring weist an seinen Enden Spiralen auf und hat eine Höhe von 170 mm.